# Ritchiella baumanni
Ritchiella baumanni är en insektsart som först beskrevs av Karsch 1896.  Ritchiella baumanni ingår i släktet Ritchiella och familjen gräshoppor. Inga underarter finns listade i Catalogue of Life.